# Stars and Stripes Vol. 1
Stars and Stripes Vol. 1 ist ein Album, auf dem Songs der Beach Boys aus den Jahren 1962 bis 1968 mit Country-Musikern neu aufgenommen wurden. Das Album wurde 1996 veröffentlicht.
Produziert wurde das Album von Brian Wilson und Joe Thomas. Als Executive Producer fungierte Mike Love.

## Das Album
1995 hatte Melinda Wilson die Idee zu einem Duett ihres Mannes Brian Wilson mit Willie Nelson. Sie sollten das Beach-Boys-Lied The Warmth of the Sun in einer Country-Version veröffentlichen. Mike Love hörte von dem geplanten Projekt und machte den Vorschlag, dass die Beach Boys gemeinsam mit Nelson einsingen sollten. Bald war die Idee geboren, ein komplettes Album mit weiteren Country-Sängern zu erstellen. Als Produzenten für dieses Gesamtwerk wurden Brian Wilson und der Country-Musiker Joe Thomas ausgewählt.
Es wurden zwölf Songs ausgewählt, die von diversen Country-Stars in ihrem eigenen Stil aufgenommen wurden. Die Beach Boys waren hierbei nur in den Background-Vocals vertreten und mehr oder minder Gäste auf ihrem eigenen Album. Neben den zwölf Liedern wurde auch eine Version von In My Room von Tammy Wynette und Brian Wilson aufgenommen, die allerdings nicht auf dem Album erschien. Es wurde für ein eventuelles Folgealbum aufgespart und erschien schließlich 1998 auf dem Album Tammy Wynette Remembered.
Das Album und einige ausgekoppelte Singles erreichten Plätze in den US-amerikanischen Country Charts. Die Singles waren Don’t Worry Baby (Platz 73), Long Tall Texan (Platz 69) und Little Deuce Coupe (Platz 69). I Can Hear Music erreichte Platz #16 der Adult-Contemporary-Charts.
Das Album erreichte Platz 101 der US-Billboard-Charts und den 16. Platz in den Country-Alben-Charts. Da es allerdings weit hinter den erhofften Verkaufszahlen blieb, wurden die geplanten weiteren Alben verworfen.

## Titelliste
1. Don’t Worry Baby (Roger Christian/Brian Wilson) – mit Lorrie Morgan
2. Little Deuce Coupe (Roger Christian/Brian Wilson) – mit James House
3. 409 (Mike Love/Gary Usher/Brian Wilson) – mit Junior Brown
4. Long Tall Texan (Henry Strzelecki) – mit Doug Supernaw
5. I Get Around (Mike Love/Brian Wilson) – mit Sawyer Brown
6. Be True to Your School (Mike Love/Brian Wilson) – mit Toby Keith
7. Fun Fun Fun (Mike Love/Brian Wilson) – mit Ricky Van Shelton
8. Help Me Rhonda (Mike Love/Brian Wilson) – mit Anthony Graham Brown
9. The Warmth of the Sun (Mike Love/Brian Wilson) – mit Willie Nelson
10. Sloop John B (Brian Wilson) – mit Collin Raye
11. I Can Hear Music (Jeff Barry/Ellie Greenwich/Phil Spector) – mit Kathy Troccoli
12. Caroline No (Tony Asher/Brian Wilson) – mit Timothy B. Schmit